# Gedungan
Gedungan is een bestuurslaag in het regentschap Sumenep van de provincie Oost-Java, Indonesië. Gedungan telt 1337 inwoners (volkstelling 2010).